# Nissan Teana (первое поколение)
Nissan Teana первого поколения (код кузова J31) — автомобиль сегмента D японской компании Nissan, выпускался с 2003 по 2008 год. В модельном ряду сменил модели Cefiro, Maxima QX и Laurel.
Модель выпускалась с 2003 по 2008 год в Японии, Китае и Таиланде, откуда экспортировалась и в другие страны. В разных странах автомобиль носил разные названия: в Японии, Китае и России — Teana, в Австралии — Maxima, а в Сингапуре — Cefiro. В Южной Корее на базе Teana были созданы два автомобиля марки Renault Samsung — SM5 и SM7. Teana первого поколения стал успешным — 180 тысяч автомобилей в Китае (за пять лет) и 20 тысяч в России (за три года). Различные автомобильные издания оценили модель положительно, отмечая стильный дизайн экстерьера и пассажирское сиденье-«оттоманку», но одновременно с этим — проблемы с резкими поворотами и поведение подвески на неровностях. В Японии автомобиль был удостоен двух наград.

## История

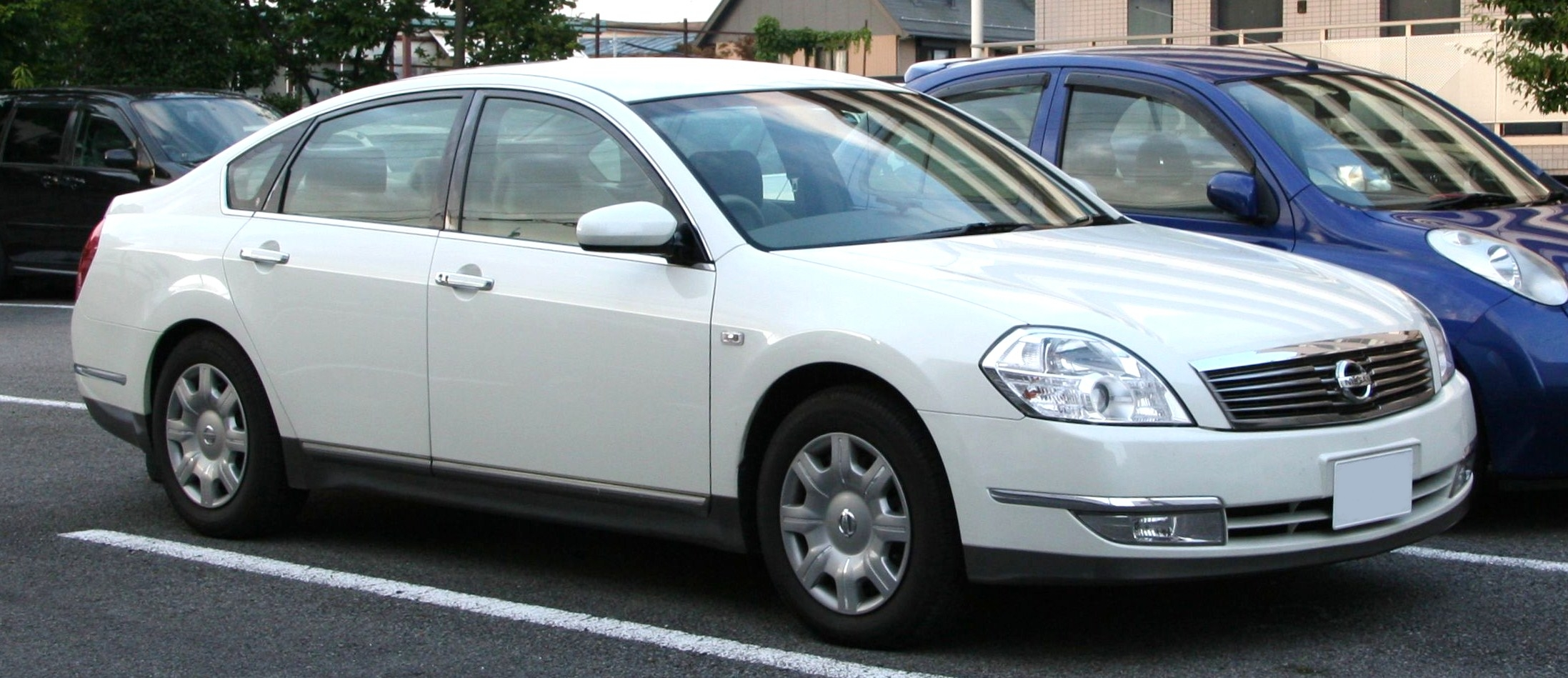
Рестайлинговая модель (2006)

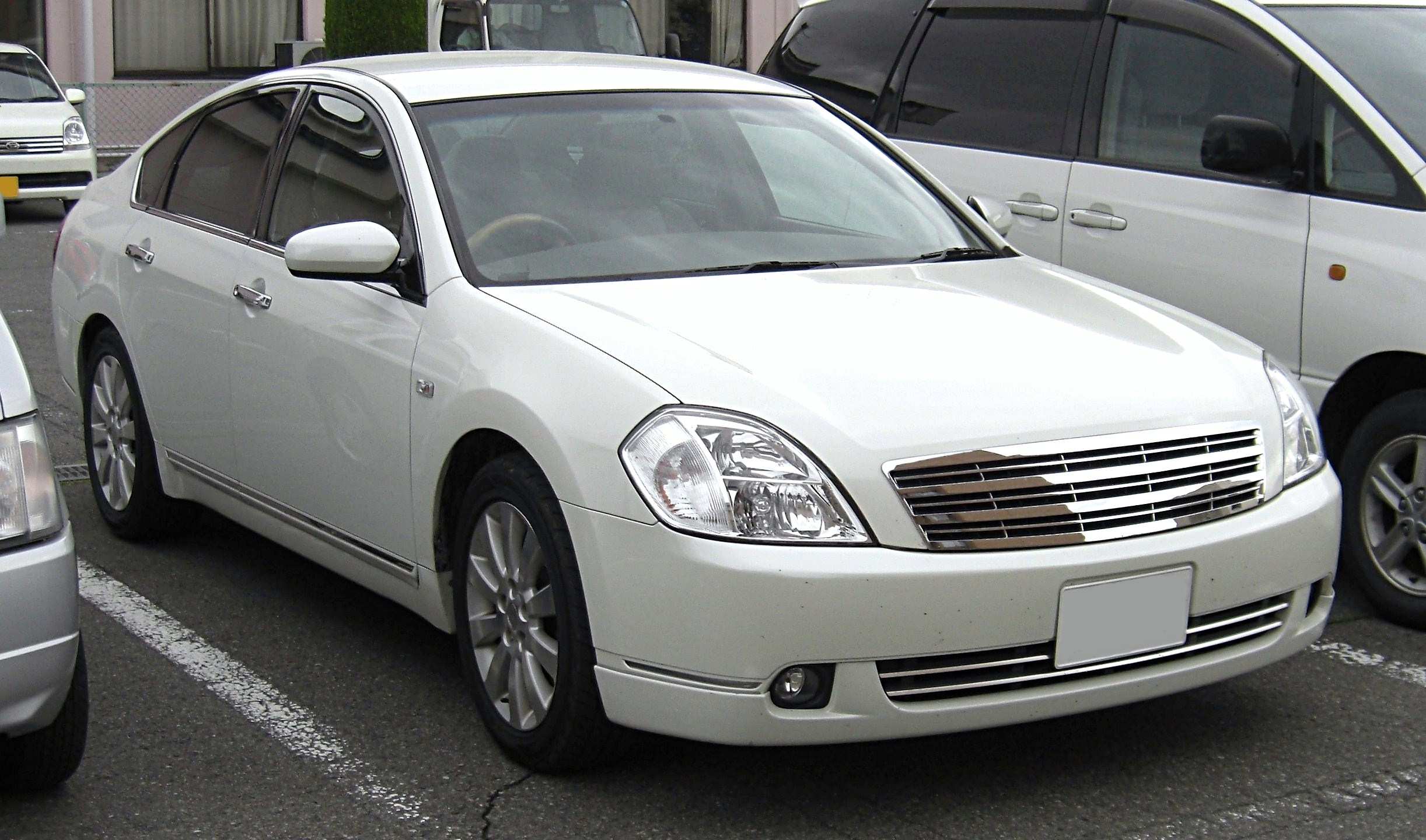
Autech Teana Axis

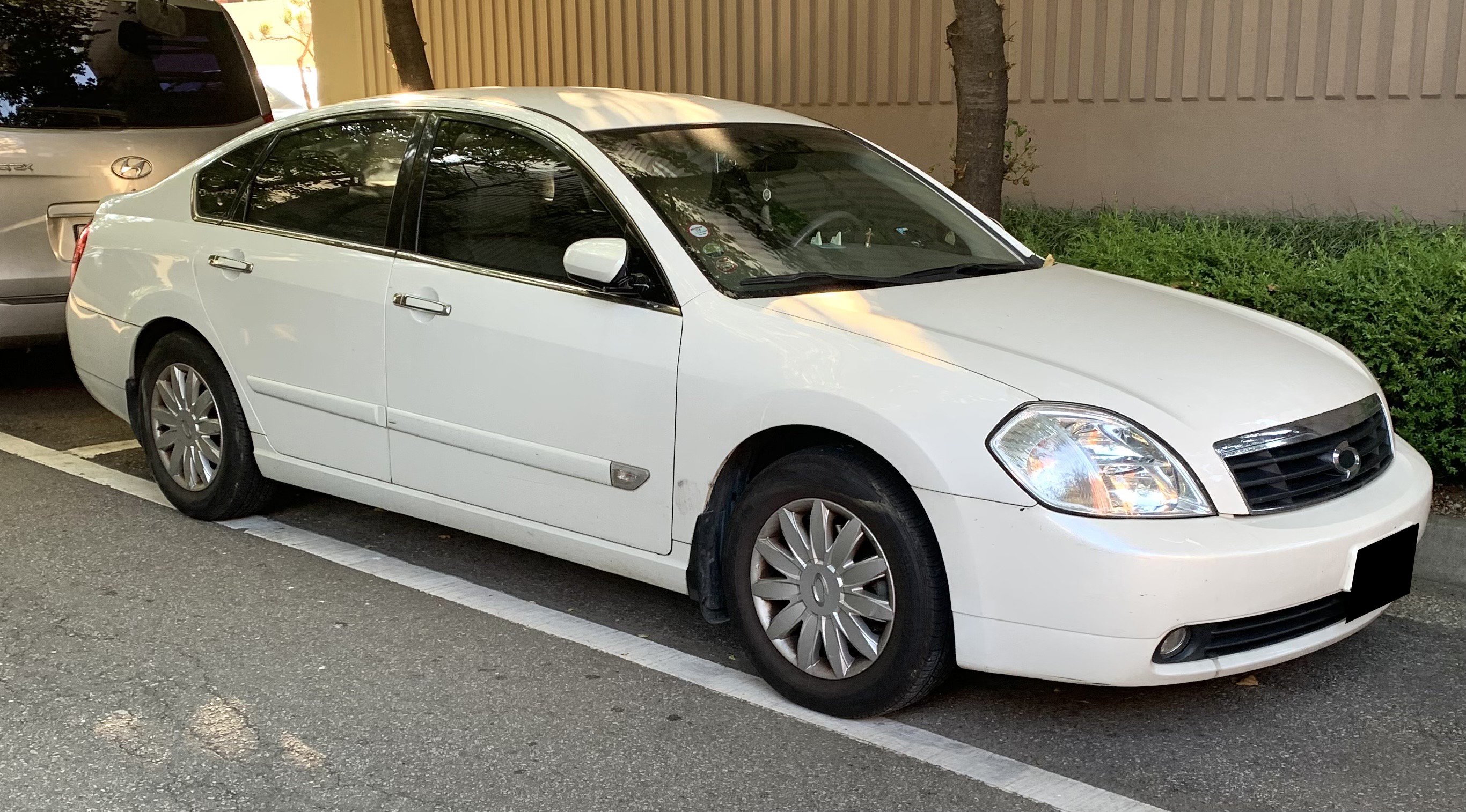
Renault Samsung SM5

Презентация модели для внутреннего японского рынка состоялась 2 февраля 2003 года, а продажи стартовали неделю спустя — 8 февраля, причём только у дилеров Nissan Blue Stage. Название модели в переводе с одного из языков коренных американцев означает «рассвет». Оно было выбрано, поскольку означало «рассвет нового седана» и поскольку, по мнению компании, подходило к внешности автомобиля. Цена модели на старте продаж составляла от 2 250 000 до 2 960 000 иен. Вместе с обычной моделью была выпущена разработанная фирмой Autech модификация Teana Driving Helper, предназначенная для водителей с ограниченными возможностями, в которой управление акселератором осуществляется левой рукой, изменён блок рычагов управления, а тормозной механизм имеет двухпроводную систему, в результате чего уменьшилась временная задержка при торможении. Цена этой модификации составляла 2 770 000 иен. В японском модельном ряду Teana сменил две модели: Laurel и Cefiro.
Помимо модификации Driving Helper, фирма Autech разработала тюнингованую модификацию Autech Teana Axis. Она отличается множеством различных элементов экстерьера: передний бампер, решётка радиатора, накладки на боковые пороги, дверные подкрылки, задние протекторы днища, выхлопная труба, шины 215/55 и 17-дюймовые колёсные диски. В интерьере тоже много отличий: эксклюзивные сидения, коврики, отделка дверей, рулевое колесо, обтянутый кожей рычаг КПП, деревянная отделка приборной панели и центральной консоли и кондиционер с ионизацией Plasmacluster Ion. Для Teana Axis было доступно четыре цвета кузова: серебристые «блестящее серебро» и «тёплое серебро», бежевый, чёрный и «чёрный сапфир». В конце 2005 года цена тюнингованной модели составляла от 2 940 000 до 4 110 750 иен.
Помимо Японии, начался экспорт модели и в другие страны. С конца 2003 года автомобиль экспортировался в Австралию, где получил название Nissan Maxima, как и седан для американских рынков. Изначально автомобиль имел определённый успех, но к концу 2006 года его продажи стали падать. В 2006 году его цена начиналась от 44 990 долларов. Китайская модель была представлена в июне 2004 года на Пекинском автосалоне, а продажи начались осенью. Производство автомобиля для местного рынка осуществлялось на заводе Dongfeng Motor Co., расположенном в провинции Хубэй. Двигатель был доступен один — объёмом 3,5 литра. Была также налажена сборка модели в Таиланде, откуда Teana экспортировался на некоторые азиатские рынки, например, в Малайзию, где он продавался по цене от 230 000 ринггитов. На некоторых рынках (например, в Сингапуре) модель продавалась под именем Nissan Cefiro.
30 ноября 2004 была представлена модель для рынка Южной Кореи с изменёнными экстерьером и интерьером, получившая название Renault Samsung SM7. На разработку, которая заняла 24 месяца, было потрачено 300 миллиардов вон. Автомобиль мог комплектоваться двигателями объёмом 2,3 или 3,5 литра. Цена составляла от 24 400 000 до 35 100 000 вон. 25 января 2005 была представлена ещё одна, более дешёвая модель, получившая название Renault Samsung SM5. Это был вторым автомобилем с таким именем (первый выпускался с 1998 года). На разработку модели было также потрачено 24 месяца, в неё было вложено 100 миллиардов вон. Единственный доступный двигатель — объёмом 2,0 литра. Было доступно четыре комплектации: PE, SE, LE и XE. Сборка обеих моделей осуществлялась на заводе Renault Samsung Motors в городе Пусан. Впоследствии начался экспорт модели SM5 на некоторые рынки (например, страны ССАГПЗ) под названием Renault Safrane (не путать с автомобилем, продававшимся ранее в Европе).
В декабре 2005 года была представлена рестайлинговая модель. Обновленный Teana получил новую решётку радиатора, передний и задний бампер, ксеноновые или галогенные фары проекционного типа, задние фонари светодиодного типа и новые 16-дюймовые легкосплавные колёсные диски. Комплектация 350JM получила ещё больше изменений: особый удлинённый задний бампер, окантовка выхлопной трубы и эксклюзивные 17-дюймовые колёсные диски. Для всех моделей стали доступны два новых цвета кузова: «туманный зелёный» и «лунный синий». В интерьере изменился дизайн приборов на панели и обивка сидений и дверей. Также добавилось три новых цвета обивки: «веймаранер», песочный бежевый и чёрный. Продажи обновлённого Teana в Японии начались 27 декабря 2005 года. 19 июня 2006 года обновлённый автомобиль стал продаваться в России с двигателями объёмом 2,0, 2,3 и 3,5 литра. Цена на модель составляла от 29 900 до 45 000 долларов. В модельном ряду Teana сменил модель Maxima QX. Помимо России, автомобиль стал экспортироваться и на Украину. В апреле 2007 года начался экспорт в Индию по цене от 2 047 000 рупий.
Продажи модели второго поколения начались в июне 2008 года.

## Дизайн и конструкция

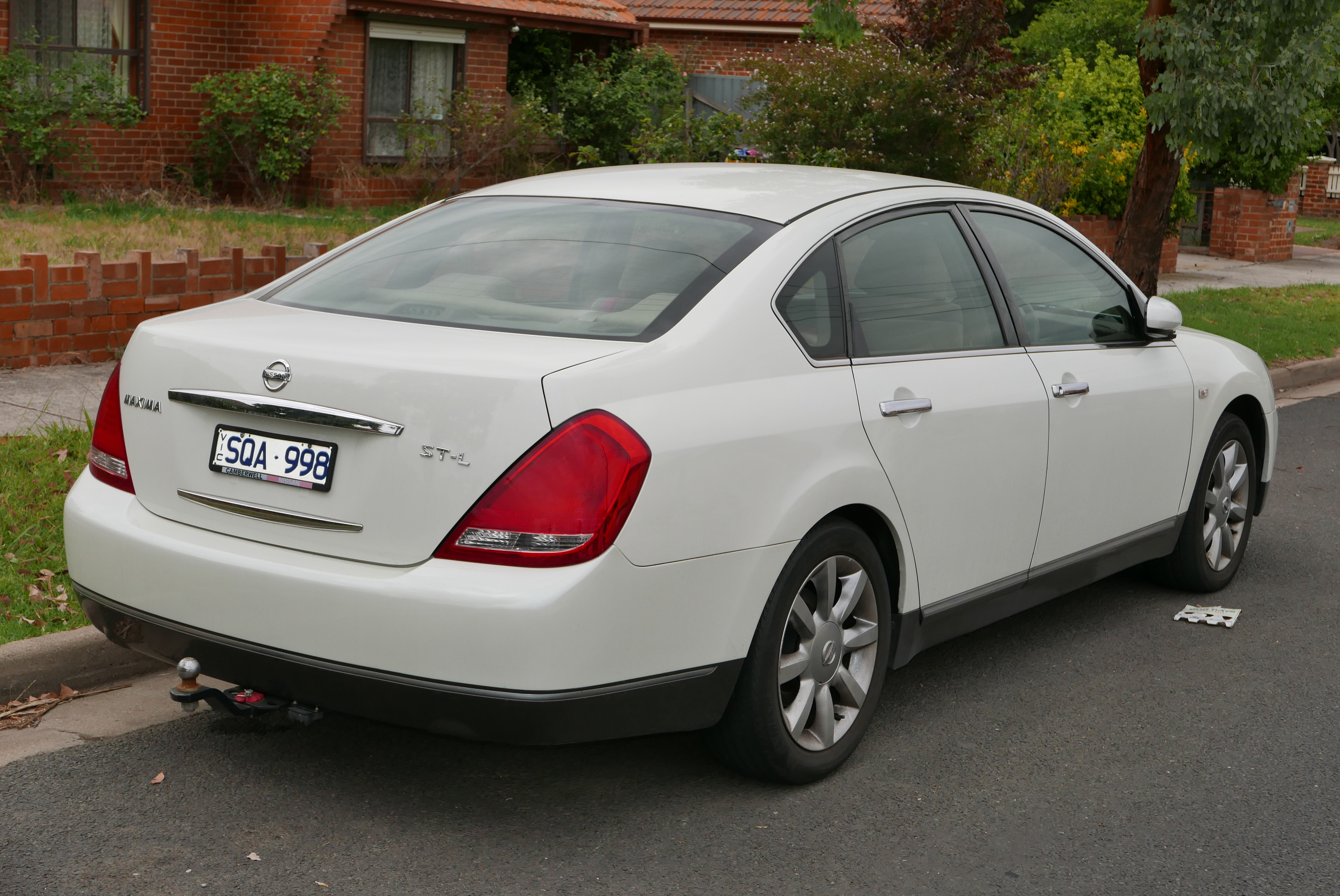
Вид сзади (австралийская модель)

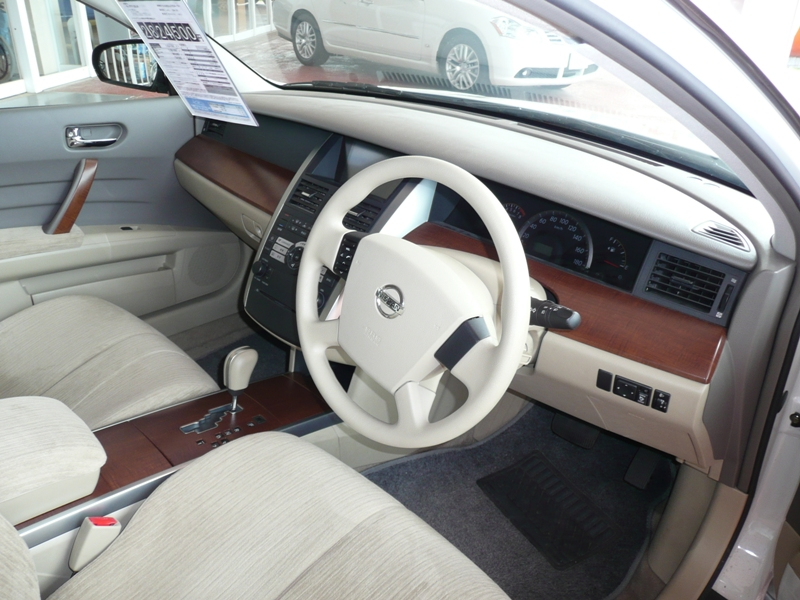
Интерьер

Модель имеет тип кузова четырёхдверный седан и относится к сегменту D. По сравнению с основным конкурентом — Toyota Camry шестого поколения, — Teana длиннее на 30 мм и уже на 55 мм, а колёсные базы у моделей приблизительно одинаковые. Интерьер обладает большим разнообразием в отделке: помимо привычного пластика, присутствуют вставки под дерево (тоже пластиковые, с матовой обработкой). Все сидения оббиты мягкой кожей. Что касается опций, то в базовой версии (двигатель объёмом 2,0 литра) были доступны двухзонный климат-контроль и магнитола с поддержкой CD. В более высоких комплектациях к ним добавлялись камера заднего вида и система Nissan Intelligent Key, позволяющая завести автомобиль без ключа. На приборной панели расположены три главных датчика-циферблата (тахометр, спидометр и уровень топлива) и небольшой экран.
Рулевое колесо регулируется только по высоте, перчаточный ящик не имеет функции охлаждения, напоминание о непристёгнутых ремнях безопасности у этой модели также отсутствует. На центральной консоли сверху расположен экран, под ним — воздуховоды, а ниже — магнитола. В топовой комплектации с двигателем 3,5 литра переднее пассажирское сиденье имеет тип «оттоманка»: у него присутствует подставка для ног, оснащённая электроприводом. Оно также оснащено функцией массажа. Один цикл массажа рассчитан на 15 минут. Задний диван, в отличие от Camry, закреплён. Для задних пассажиров предусмотрены два регулируемых воздуховода, а в центральном подлокотнике помимо подстаканников находится пульт управления магнитолой, подогревом сидений и шторкой заднего стекла. Багажник имеет объём 476 литров. Увеличить его нельзя, для перевозки длинномеров предусмотрен люк в середине заднего дивана.

### Комплектации
На российском рынке модель предлагалась в трёх комплектациях: Elegance, Luxury и Premium. Цена за базовую комплектацию Elegance начиналась от 29 990 долларов, при этом автомобиль комплектовался двухлитровым двигателем QR20DE в сочетании с четырёхступенчатой АКПП, климат-контролем и аудиосистемой с четырьмя динамиками. Комплектация Luxury стоила от 33 100 долларов и оснащалась электроприводом водительского сиденья, 16-дюймовыми колёсными дисками и шестью динамиками для аудиосистемы. Комплектация Premium (от 36 900 до 44 990 долларов) была оснащена кожаной отделкой салона, электрорегулировками водительского сиденья, иными подголовниками, биксеноновыми фарами и CD-чейнджером на шесть дисков.

### Технические характеристики
Модель построена на платформе Nissan FF-L, которую делит с такими автомобилями Nissan, как Murano первого поколения, Quest третьего поколения и Maxima шестого поколения. Привод модели — передний. Передняя подвеска — независимая, пружинная, типа McPherson, а задняя — независимая, пружинная, многорычажная. Передние и задние тормоза — дисковые, причём передние являются вентилируемыми. Устанавливаемые шины — либо 205/65 (двигатели 2,0 и 2,3 л), либо 215/55 (двигатель 3,0 л). Двигателей было доступно всего три, все бензиновые: двухлитровый рядный четырёхцилиндровый двигатель QR20DE мощностью 136 л.с (100 кВт) при 6000 об/мин и крутящим моментом 187 Н·м при 4000 об/мин, шестицилиндровый V-образный мотор VQ23DE объёмом 2,3 литра мощностью 173 л.с (127 кВт) при 6000 об/мин и крутящим моментом 220 Н·м при 4400 об/мин, 3,5-литровый двигатель VQ35DE мощностью 245 л.с (180 кВт) при 6000 об/мин и крутящим моментом 330 Н·м при 3600 об/мин. Трансмиссий было доступно две: четырёхступенчатый автомат, доступный с двигателями QR20DE и VQ23DE, и клиноременный вариатор, доступный с самым мощным мотором VQ35DE.

## Безопасность
В базовой комплектации Elegance Teana оснащён ABS и двумя фронтальными подушками безопасности. В комплектации Luxury к ним добавлены передние боковые подушки безопасности. Максимальная комплектация Premium оснащена также шторками безопасности. Помимо этого, на автомобиль в данной комплектации устанавливается электронный контроль устойчивости (ESP). По результатам краш-теста, который проводила китайская организация C-NCAP, Teana получил рейтинг безопасности в 5 звёзд. Краш-тесты также проводила южнокорейская организация K-NCAP. В 2005 году фронтальном и боковом краш-тесте модель Renault Samsung SM5 набрала по 5 звёзд.

## Обзоры и оценки
Российское издание «Авторевю» в 2006 году проводило сравнительный тест трёх седанов сегмента D: Nissan Teana первого поколения, Hyundai Grandeur четвёртого поколения и Toyota Camry шестого поколения. Дизайн экстерьера редакции понравился, хотя и был охарактеризован как «на любителя». А вот в плане простора внутри и эргономики Teana редакторов не обрадовала: они отметили нерегулируемое по вылету рулевое колесо, выгнутую спинку водительского кресла и ограниченный диапазон продольной регулировки кресел. Однако, улучшила положение «оттоманка» для переднего пассажира и богатое оснащение, превосходящее конкурентов. Положительное впечатление оставил вариатор, который, по заявлениям редакции, позволит «уйти первым от светофора». Управляемость оставила желать лучшего — Teana был отмечен склонным к заносам при резких поворотах. Согласно наблюдениям, система стабилизации (ESP) в этот момент «запаздывала» из-за слишком быстрого развития заноса. Подвеска оказалась на высоте, поэтому в комфорте при езде Teana занял первое место. Итоговый вердикт был таким: «Nissan Teana — это высочайшая плавность хода, удобнейшая бесступенчатая трансмиссия и необычное оснащение, которым можно похвастаться перед друзьями и знакомыми». По итогам Teana разделил второе место с моделью от Hyundai, набрав 810 баллов (результат Camry составил 840 баллов).
Другое издание, «За рулём», также сравнивало Teana и Camry. В этот раз на тест попала модель с базовым двухлитровым двигателем и автоматической коробкой передач. В отличие от 3,5-литрового мотора, мощность двухлитрового отметили недостаточной для придания автомобилю динамики. Подвеска была отмечена не такой идеальной — на «настоящих российских ухабах» машину начинает трясти. А вот рулевое управление назвали сильной стороной модели, поскольку реакции на движение рулём у Teana были быстрее конкурента. Сиденья были названы комфортными, а вот центральная консоль не обрадовала большим числом кнопок. Было также отмечено, что салон не удобен для рослых людей. По итогам автомобиль набрал 7,7 баллов из 10, что на 0,3 балла меньше, чем у Camry. Ещё одно издание, «Колёса», отметило схожие проблемы: поведение подвески на неровной дороге, плохую управляемость при резких поворотах и неспособность ESP справиться с особо сильными заносами. При этом дизайн экстерьера вновь оказался сильной стороной модели: по словам редакторов, он полностью противоположен конкурентам. По итогам редакция заявила, что Teana «имеет все шансы оставаться популярной и далее».
В Японии модель получила несколько наград. В 2004 году Teana получил награду «Best Value Award» от жюри конкурса «Автомобиль года в Японии», а также награду «Good Design Award» от Японской организации продвижения промышленного дизайна.

## Отзывные кампании
Известен лишь один случай, когда модель первого поколения отзывалась. В январе 2019 года были отозваны множество моделей Nissan (в том числе и Teana), выпущенных с января 2004 по ноябрь 2012 года. Причиной отзыва являются пиропатроны в подушках безопасности фирмы Takata. Находящийся в пиропатронах нитрат аммония под воздействием высоких температур и влажности воздуха может приводить к тому, что при срабатывании подушки осколки пиропатрона могут ранить водителя или пассажира.

## Продажи
Модель стала достаточно популярной. В Китае за 5 лет было продано около 180 тысяч машин местного производства. В России автомобиль стал продаваться достаточно поздно, но даже за три года удалось продать 20 тысяч автомобилей. В Японии автомобиль также имел определённый успех: за 2003 год удалось продать 33 тысячи автомобилей, а за 6 месяцев 2004 года — ещё 11 тысяч.
| Страна | Календарный год | Календарный год | Календарный год | Календарный год | Календарный год | Итого   |
| Страна | 2004            | 2005            | 2006            | 2007            | 2008            | Итого   |
| ------ | --------------- | --------------- | --------------- | --------------- | --------------- | ------- |
| Китай  | 11 563          | 58 861          | 45 317          | 37 803          | 25 480          | 179 024 |
| Россия | Не продавался   | Не продавался   | 2934            | 7304            | 8840            | 19 078  |